# El Husseini (krater)
El Husseini är en nedslagskrater på planeten Merkurius, med en diameter på ungefär 87 kilometer.
2024 uppkallade den efter målaren Jumana El Husseini.